# Dannemoine
Dannemoine ist eine französische Gemeinde mit 458 Einwohnern (Stand: 1. Januar 2022) im Département Yonne in der Region Bourgogne-Franche-Comté (vor 2016 Bourgogne) im Osten Frankreichs. Die Gemeinde gehört zum Arrondissement Avallon und zum Kanton Tonnerrois (bis 2015 Tonnerre).

## Geografie
Dannemoine liegt etwa 33 Kilometer ostnordöstlich von Auxerre am Canal de Bourgogne. Der Armançon begrenzt die Gemeinde im Westen. Umgeben wird Dannemoine von den Nachbargemeinden Cheney im Norden und Nordwesten, Molosmes im Osten, Épineuil im Süden und Südosten, Tonnerre im Süden, Junay im Westen und Südwesten sowie Vézinnes im Westen.
Die Gemeinde liegt im Weinbaugebiet Bourgogne.

## Bevölkerungsentwicklung
| Jahr                      | 1962 | 1968 | 1975 | 1982 | 1990 | 1999 | 2006 | 2013 |
| ------------------------- | ---- | ---- | ---- | ---- | ---- | ---- | ---- | ---- |
| Einwohner                 | 410  | 371  | 348  | 326  | 360  | 416  | 425  | 466  |
| Quelle: Cassini und INSEE |      |      |      |      |      |      |      |      |

## Sehenswürdigkeiten
- Kirche Notre-Dame, Monument historique seit 1943

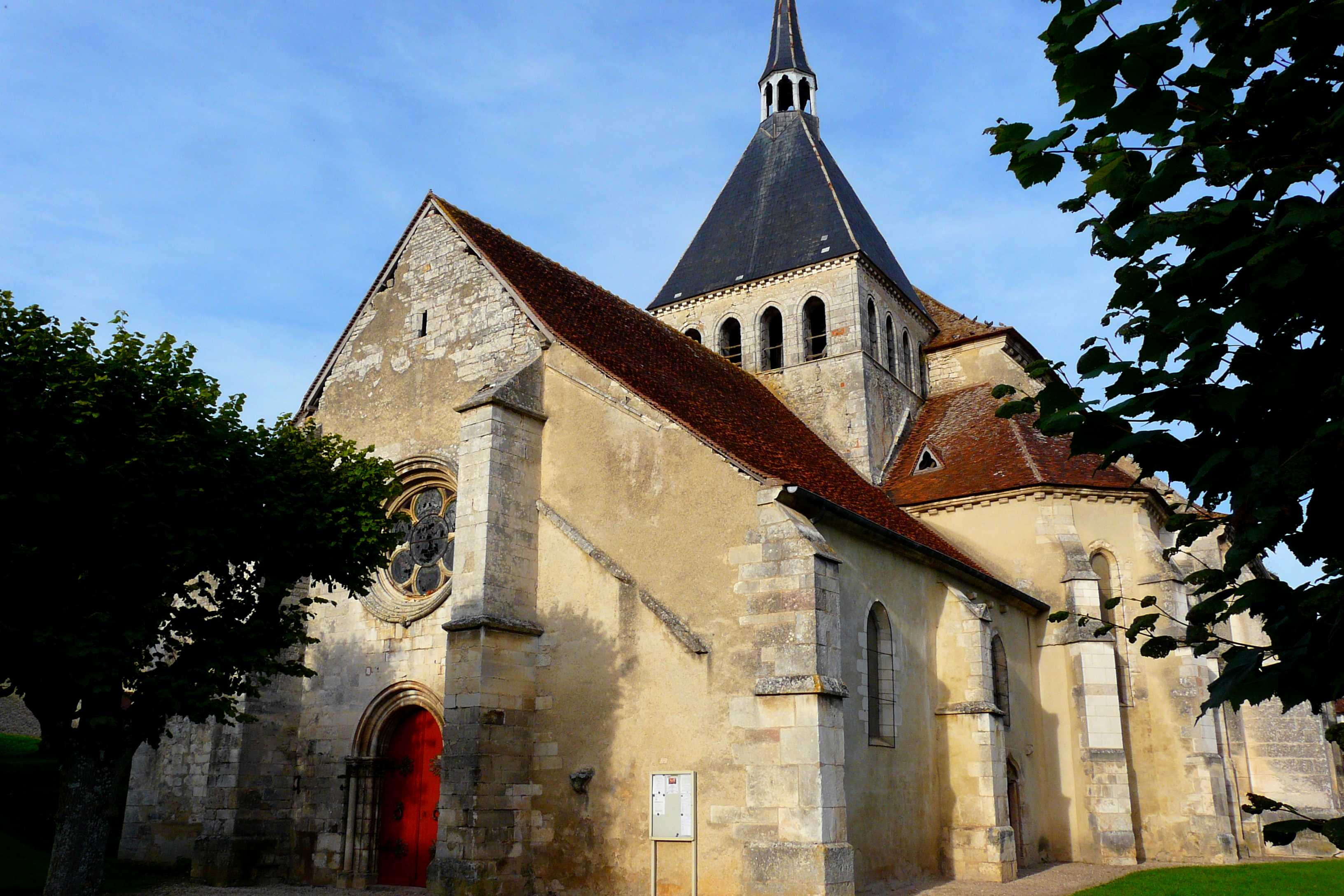
Kirche Notre-Dame